# Умершие в октябре 1941 года
Это список известных людей, соответствующих установленным критериям значимости (см. Википедия:Критерии значимости персоналий), умерших в октябре 1941 года.
Причина смерти указывается лишь в исключительных случаях (убийство, самоубийство, гибель в результате военных действий, смертная казнь, ДТП или несчастные случаи). В остальных случаях — не указывается.

## 1 октября
- Адельбрехт, Йозеф (31), австрийский футболист, чемпион Австрии (1931, 1933, 1938)[1].
- Ветманьский, Леон (55), блаженный Римско-католической церкви, епископ, умер в нацистском концлагере.
- Говорка, Карел (27), чехословацкий деятель Движения Сопротивления, парашютист.
- Лонгстафф, Джон (80), австралийский военный художник.
- Череватенко, Михаил Иванович, начальник УНКВД Ворошиловградской области. Участник Великой Отечественной войны. Погиб в бою.

## 2 октября
- Еремеев, Пётр Васильевич (30) — заместитель командира эскадрильи 27-го истребительного авиационного полка 6-го истребительного авиационного корпуса Московской зоны противовоздушной обороны, старший лейтенант, Герой России (посмертно). Погиб в бою. Совершил первый ночной таран
- Колзаков, Константин Яковлевич (56), русский офицер, герой Первой мировой войны, участник Белого движения. Репрессирован. Умер в заключении.
- Судаков, Фёдор Павлович (44), советский военачальник, командир 66-го стрелкового корпуса. Погиб в бою.
- Трейбал, Карел (56), чехословацкий шахматист. Расстрелян немецкими оккупантами.
- Гурштейн, Арон Шефтелевич литератор, солдат писательской роты. Погиб в бою.

## 3 октября
- Вайг, Георг (57) католический епископ, член монашеского ордена вербистов, ординарий апостольского викариата Циндао (1925—1941)
- Гамильтон-Рассел, Фредерик Густавус (74), английский шахматный общественный деятель.
- Мороховец, Евгений Андреевич (61), советский историк, политический деятель. Умер в эвакуации в Казахстане.

## 4 октября
- Антикайнен, Тойво, финский интернационалист, один из организаторов и руководителей Коммунистической партии Финляндии, активный участник Гражданской войны в России. Погиб в авиакатастрофе.
- Маланов, Алексей Алексеевич (24), военный лётчик, командир звена 69-го истребительного авиационного полка (Отдельная Приморская армия), старший лейтенант, Герой Советского Союза (посмертно). Погиб в бою

## 5 октября
- Антоненко, Георгий Фёдорович (14), разведчик-пионер.
- Кэлверт, Элиша[англ.] (78) — американский актёр.
- Лепилов, Константин Михайлович (62), русский и советский художник, педагог, публицист. Погиб при бомбёжке в блокадном Ленинграде.
- Трублаини, Николай Петрович (34), украинский советский писатель, автор приключенческих и фантастических произведений для детей и юношества. Участник Великой Отечественной войны. Погиб на фронте.

## 6 октября
- Кабош, Дьюла[венг.] — венгерский актёр
- Клыков, Виктор Павлович (24), советский лётчик 19-го истребительного авиационного полка , Герой России (1998) (посмертно). Погиб в бою.
- Костылев, Владимир Николаевич (36), советский саксофонист. Погиб в бою.
- Паич, Давид (30), югославский партизан Народно-освободительной войны, Народный герой Югославии (посмертно). Убит при аресте.
- Скрипников, Даниил Прокофьевич (50) — советский военачальник, комбриг, Полный Георгиевский кавалер.
- Рихтер, Теофил Данилович — российский и советский музыкант, преподаватель, композитор немецкого происхождения. Отец Святослава Рихтера. Репрессирован. Расстрелян по постановлению суда, реабилитирован посмертно.

## 7 октября
- Бобров, Борис Дмитриевич (47) — советский военачальник, генерал-майор (1940). Преподаватель Военной академии им. М. В. Фрунзе, командир 139-й стрелковой дивизии. Погиб в бою.
- Мерсинли, Мехмет Джемаль, турецкий военачальник, министр обороны (1919—1920)
- Ракутин, Константин Иванович (39), советский военачальник, Герой Советского Союза (посмертно), генерал-майор. Командующий 31-й и 24-й армиями. Погиб в бою
- Флёров, Иван Андреевич (36), командир первой в ВС СССР отдельной экспериментальной батареи реактивной артиллерии, капитан. Герой Российской Федерации (1995 г.) (посмертно). Погиб в бою.

## 8 октября
- Гридов, Григорий Борисович (42), русский советский поэт-песенник и детский поэт.
- Кац, Григорий Михайлович, русский советский поэт, драматург, журналист.
- Лаури, Лоренцо (76), куриальный кардинал.Великий пенитенциарий
- Рогов, Алексей Георгиевич (28), советский лётчик, участник Великой Отечественной войны, Герой Советского Союза.
- Смирнов, Андрей Кириллович (46), советский военачальник, командующий 18-й армией, генерал-лейтенант. Погиб в бою
- Соловьёв, Владимир Николаевич — советский режиссёр, театральный критик, педагог[2].

## 9 октября
- Головин, Сергей Аркадьевич (61), советский российский актёр.
- Диена, Эмилио (81), итальянский филателист, основоположник систематического метода исследований в филателии.
- Мирошниченко, Виктор Петрович (25), участник Великой Отечественной войны, командир отделения 76-го отдельного строительногно путевого железнодорожного батальона (Западный фронт), сержант, Герой Советского Союза (1942) (посмертно). Погиб в бою.
- Савицкий, Ипполит Викторович (78), генерал-лейтенант Русской армии, участник Белого движения в России во время Гражданской войны в России. Командующий Туркестанской армией. Умер во Франции
- Танев, Васил (44), деятель болгарского и международного рабочего движения. Погиб в бою с немцами в Греции

## 10 октября
- Еретик, Даниил Романович (25), младший политрук, Герой Советского Союза (посмертно). Погиб в бою.
- Липпс, Ганс (51), немецкий философ, погиб на советско-германском фронте.
- Петров, Михаил Петрович (43)— советский полководец Великой Отечественной войны. Герой Советского Союза (1937), танкист, генерал-майор, командующий Брянским фронтом (октябрь 1941). Погиб в бою
- Титенков, Константин Николаевич (30), советский лётчик, командир эскадрильи 11-го истребительного авиационного полка. Герой Советского Союза (посмертно). Погиб в бою.

## 11 октября
- Власенко, Николай Поликарпович, Герой Советского Союза.
- Крашенинников, Николай Александрович — российский писатель.

## 12 октября
- Клевцов, Назар Калистратович (54), советский революционер, участник Гражданской войны, уездный военный комиссар.
- Фомичёв, Михаил Арсентьевич (31), Герой Советского Союза.

## 13 октября
- Бобрышев, Василий Тихонович, (41), советский журналист, литературный критик.
- Металликова-Поскрёбышева, Бронислава Соломоновна, жена известного государственного и политического деятеля СССР, А. Н. Поскрёбышева. Расстреляна по приговору Военной коллегии Верховнуго Суда СССР. Реабилитирована посмертно.

## 14 октября
- Билек, Франтишек (68), чешский скульптор и график.
- Котельников, Леонид Иванович (46), советский военачальник, генерал-майор.
- Кулик, Иван Юлианович (44), советский и украинский писатель. Расстрелян органами НКВД. Реабилитирован посмертно
- Ламанова, Надежда Петровна (79), российский и советский модельер, художник театрального костюма. Скончалась от сердечного приступа.
- Орленко, Тимофей Семёнович (40), советский военачальник, участник Великой Отечественной войны, полковник, командир 23-й танковой дивизии, 28-й танковой дивизии.Погиб на фронте.
- Сёдерберг, Яльмар (72), шведский писатель и журналист.
- Холичер, Артур (72), романист, эссеист, драматург и автор путевых заметок.

## 15 октября
- Абрахам, Владислав (81), польский историк[3].
- Верра, Франц фон (27) — немецкий летчик-истребитель, участник Второй мировой войны, кавалер Рыцарского креста. Погиб во время испытательного полёта в Голландии.
- Ионичев, Пётр Григорьевич, участник советско-финляндской войны 1939-40 годов.пулемётчик 300-го стрелкового полка (7-я стрелковая дивизия, 7-я армия Северо-Западного фронта), рядовой. Герой Советского Союза (1940) Погиб на фронте.
- Пырерка, Антон Петрович (35), первый ненецкий учёный-филолог, литератор. Участник Великой Отечественной войны. Погиб в бою.
- Селиверстов, Кузьма Егорович (27), участник Великой Отечественной войны, Герой Советского Союза (посмертно), командир звена 55-го истребительного авиационного полка (20-я смешанная авиационная дивизия, 9-я армия, Южный фронт), лейтенант. Погиб в бою.

## 16 октября
- Бах, Жанис, генерал Латвийской армии. Расстрелян по приговору Военной коллегии Верховного суда СССР. Реабилитирован посмертно.
- Беленький, Абрам Яковлевич (58), один из руководителей ВЧК, а позднее — ОГПУ и НКВД, майор госбезопасности (1935).Расстрелян по приговору Военной коллегии Верховного суда СССР. Реабилитирован посмертно.
- Бельский, Лев Николаевич, деятель советских спецслужб. Расстрелян по приговору Военной коллегии Верховного суда СССР. Не реабилитирован
- Густайтис, Антанас (43), литовский авиаконструктор, инженер, бригадный генерал Войска литовского, командующий литовской военной авиации с 1935 года до её ликвидации в 1940 году, военный лётчик. Расстрелян по решению Военной коллегии Верховного Суда СССР
- Давыдов, Василий Васильевич (43), советский военачальник, бригадный комиссар, помощник начальника Разведупра РККА. Расстрелян по решению Военной коллегии Верховного Суда СССР. Реабилитирован посмертно
- Клич, Николай Александрович (45), советский военачальник, генерал-лейтенант артиллерии, командующий артиллерией Западного фронта. Расстрелян по решению Военной коллегии Верховного Суда СССР. Реабилитирован посмертно.
- Клявиньш, Роберт Юрьевич (55), российский, латвийский и советский военный деятель, командующий народной армии в 1940 году, генерал в латвийской армии и генерал-лейтенант в РККА. Расстрелян по приговору Военной коллегии Верховного суда СССР. Реабилитирован посмертно.
- Коплиньский, Аницет Адальберт(66), блаженный Римско-Католической Церкви, монах из францисканского ордена капуцинов, священник, мученик. Погиб в Освенциме
- Кронфельд, Артур (55), немецкий психиатр еврейского происхождения. Умер в Москве. покончил жизнь самоубийством.
- Крустиньш, Андрей (57), офицер русской, латвийской и советской армии, генерал-майор РККА (1940). Расстрелян по приговору Военной коллегии Верховного суда СССР. Реабилитирован посмертно.
- Магер, Максим Петрович, советский военный деятель, комкор. Расстрелян по приговору Военной коллегии Верховного суда СССР.Реабилитирован посмертно
- Мищенко, Сила Моисеевич (44), советский военачальник, участник Первой мировой и Гражданской войн, преподаватель Военной академии имени М. В. Фрунзе. Расстрелян по приговору Военной коллегии Верховного суда СССР.Реабилитирован посмертно.
- Оборин, Степан Ильич (59), советский военачальник, генерал-майор. Командир 14-го механизированного корпуса (11.03.1941 — 30.06.1941).Расстрелян по приговору Военной коллегии Верховного суда СССР.Реабилитирован посмертно
- Черных, Сергей Александрович (29), советский лётчик-истребитель, генерал-майор авиации, Герой Советского Союза (1936), в начале Великой Отечественной войны командир 9-й смешанной авиационной дивизии ВВС Западного фронта. Расстрелян по приговору Военной коллегии Верховного суда СССР. Реабилитирован посмертно.
- Шабани, Байрам (19) — македонский албанский партизан, участник Народно-освободительной войны Югославии, Народный герой Югославии (посмертно). Погиб в бою.
- Эберлейн, Гуго (54), немецкий политический деятель, коммунист, деятель Коминтерна. Расстрелян по приговору Военной коллегии Верховного суда СССР. Реабилитирован посмертно.
- Эфрон, Сергей Яковлевич (48), российский публицист, литератор, офицер Белой армии, марковец, первопоходник, агент НКВД. Муж Марины Цветаевой. Расстрелян по приговору Военной коллегии Верховного суда СССР
- Янковский, Иосиф, блаженный Римско-Католической Церкви, священник, монах из конгрегации паллотинцев, мученик. Умер в Освенциме.

## 17 октября
- Агибалов, Михаил Павлович (29), советский офицер, танкист, участник боёв на реке Халхин-Гол и Великой Отечественной войны, Герой Советского Союза (1939). погиб в бою.
- Бабич, Никола (23), югославский студент, партизан, участник Народно-освободительной войны. Народный герой Югославии (посмертно). Убит усташами.
- Драгар, Резека (27) — югославская словенская партизанка, участница Народно-освободительной войны Югославии, народный герой Югославии (посмертно). Расстреляна немецкими оккупантами.
- Лукин, Михаил Алексеевич (33), советский офицер, танкист, участник боёв на реке Халхин-Гол и Великой Отечественной войны, Герой Советского Союза (1939). погиб в бою.
- Пласкетт, Джон Стэнли (75) — канадский астроном.
- Решетняк, Лука Игнатьевич (38), советский государственный и партийный деятель, 1-й секретарь Таганрогского горкома КПСС (1941). Погиб при эвакуации из Таганрога

## 18 октября
- Свидзинский, Владимир Ефимович (56) — украинский поэт, переводчик.
- Тейшейра Гомиш, Мануэл (81) — португальский писатель и политический деятель, президент Португалии (1923—1925)
- Хитрин, Василий Алексеевич (29) — Герой Советского Союза.

## 19 октября
- Кинцль, Вильгельм (84), австрийский композитор, дирижёр и музыковед.

## 20 октября
- Кемп, Йохан (60), финский гимнаст, бронзовый призёр летних Олимпийских игр 1908 г. в Лондоне в командном первенстве.
- Лободин, Иван Иванович (41), участник Великой Отечественной войны, командир 179-го кавалерийского полка 66-й кавалерийской Армавирской дивизии, подполковник. Герой Советского Союза (1942) (посмертно). Погиб в бою.
- Олкинуора, Эйно (25), финский лыжник, чемпион мира (1939). Погиб на советско-финском фронте Второй мировой войны.

## 21 октября
- Наумович, Нада (19), югославская студентка, партизанка Народно-освободительной войны Югославии. Народный герой Югославии (посмертно). Расстреляна немецкими оккупантами.
- Павлович, Милойе (53) — — югославский преподаватель, директор Женской школы преподавателей в Крагуеваце, партизан Народно-освободительной войны. Народный герой Югославии (посмертно). Расстрелян немецкими окуупантами
- Шорин, Александр Фёдорович (50), советский изобретатель в области техники связи, звуковой кинематографии и телемеханики. Умер в эвакуации в Ульяновске.

## 22 октября
- Краснорецкий, Николай Павлович (36), советский военачальник, полковник.
- Маркусси, Луи (62), французский художник и график — кубист.
- Самохвалов, Фёдор Николаевич (25), участник Великой Отечественной войны, комиссар танковой роты 1-й танковой бригады 21-й армии Юго-Западного фронта, заместитель политрука. Герой Советского Союза (посмертно). Погиб в бою.
- Штейн, Николай Владимирович, советский боксёр, двукратный чемпион СССР. Участник Великой Отечественной войны. Погиб в бою

## 23 октября
- Горелик, Соломон Аронович (28) — участник Великой Отечественной войны, помощник командира танковой роты по технической части 1-го танкового полка 1-й танковой бригады 21-й армии Юго-Западного фронта, Герой Советского Союза (посмертно). Погиб в бою.
- Петров, Пётр Поликарпович (49), активный участник гражданской войны в Сибири, русский советский писатель, литератор. Репрессирован. Реабилитирован посмертно.

## 24 октября
- Гречишников, Василий Алексеевич (28) — участник Великой Отечественной войны, командир эскадрильи 1-го минно-торпедного авиационного полка 8-й авиационной бригады военно-воздушных сил Краснознамённого Балтийского флота, капитан, Герой Советского Союза. Погиб в бою.
- Семёновский, Фёдор Алексеевич — советский военный деятель, корпусной комиссар (1939), участник Гражданской и Великой Отечественной войн, член военного совета 20-й армии, расстрелян немецкими захватчиками как комиссар.

## 25 октября
- Делоне, Робер (56), французский художник, один из основоположников нового арт-стиля — «орфизма». Умер от рака.

## 26 октября
- Гайдар, Аркадий Петрович (37), советский детский писатель, участник Гражданской и Великой Отечественной войн; погиб в партизанском отряде.
- Брускина, Мария Борисовна (17), участница Минского подполья в годы Великой Отечественной войны. казнена нацистами.
- Щербацевич, Владимир Иванович (14), пионер-герой.

## 27 октября
- Леблан, Жоржетта (72), французская оперная певица, актриса и писательница.
- Талалихин, Виктор Васильевич (23), военный лётчик, одним из первых применивший ночной таран; Герой Советского Союза, пал в воздушном бою.

## 28 октября
- Арженухин, Фёдор Константинович (39), советский деятель военно-воздушных сил, начальник штаба ВВС РККА (1938—1940), генерал-лейтенант авиации. Расстрелян без суда органами НКВД. Реабилитирован посмертно.
- Белахов, Илья Львович, директор Института косметики и гигиены Главпарфюмера. Расстрелян без суда органами НКВД. Реабилитирован посмертно.
- Булатов, Дмитрий Александрович, первый секретарь Омского обкома ВКП(б). Расстрелян без суда органами НКВД. Реабилитирован посмертно.
- Вайнштейн, Самуил Герцович, заместитель наркома рыбной промышленности СССР. Расстрелян без суда органами НКВД. Реабилитирован посмертно.
- Володин, Павел Семёнович — советский военный деятель, лётчик, генерал-майор авиации (1940). В начале Великой Отечественной войны начальник штаба ВВС РККА. Расстрелян без суда органами НКВД
- Воробьёв, Пётр Петрович (21), советский офицер, участник Великой Отечественной войны, командир 2-го танкового батальона 4-й танковой бригады . Мастер танкового боя. Погиб в бою.
- Голощёкин, Филипп Исаевич (65), российский революционер и советский государственный и партийный деятель, председатель Самарского губисполкома, секретарь Казахского крайкома РКП(б). Расстрелян без суда органами НКВД. Реабилитирован посмертно.
- Дунаевский, Евгений Викторович, литературный работник, переводчик с персидского языка. Расстрелян без суда органами НКВД. Реабилитирован посмертно.
- Дыренкова, Надежда Петровна (42), этнограф, лингвист, фольклорист. Умерла в блокадном Ленинграде.
- Засосов, Иван Иванович, полковник, временно исполняющий должность председателя артиллерийского комитета Главного артиллерийского управления РККА. Расстрелян без суда органами НКВД. Реабилитирован посмертно.
- Каюков, Матвей Максимович, советский военный деятель, начальник материальной части ГА РККА, генерал-майор технических войск. Расстнелян без суда органами НКВД. Реабилитирован посмертно.
- Кедров, Михаил Сергеевич (62), советский партийный деятель, чекист. расстрелян после оправдания судом органами НКВД. Реабилитирован посмертно.
- Локтионов, Александр Дмитриевич (48), советский военачальник, генерал-полковник (1940), начальник ВВС РККА (1937—1939), первый командующий войсками Прибалтийского Особого военного округа (1940), расстрелян без суда органами НКВД. Реабилитирован посмертно
- Луговой, Григорий Михайлович, участник Великой Отечественной войны, танкист, командир танкового взвода. Погиб в бою.
- Нестеренко, Мария Петровна, советская лётчица, заместитель командира авиаполка особого назначения, майор. Жена П. В. Рычагова. Расстреляна без суда органами НКВД. Реабилитирована посмертно.
- Проскуров, Иван Иосифович (34), советский военный деятель, Герой Советского Союза, лётчик, начальник ГРУ, генерал-лейтенант авиации. Расстрелян без суда органами НКВД. Реабилитирован посмертно
- Розов, Давид Аронович, заместитель наркома торговли СССР. Расстрелян без суда органами НКВД одновременно с женой, Розовой-Егоровой, Зинаидой Петровной. Реабилитирован посмертно.
- Рычагов, Павел Васильевич (30), советский лётчик-ас и военачальник, генерал-лейтенант авиации (1940), начальник ВВС РККА (1940—1941) Герой Советского Союза (1936). Расстрелян без суда органами НКВД. Реабилитирован посмертно.
- Савченко, Георгий Косьмич — советский военный деятель и политработник, генерал-майор артиллерии, начальником Артиллерийского управления РККА (1939—1940). Расстрелян без суда органами НКВД одновременно с женой, Фибих-Савченко, Александрой Ивановной. Реабилитирован посмертно.
- Сакриер, Иван Филимонович, дивизионный инженер, заместитель начальника вооружения и снабжения Главного управления ВВС РККА. Расстрелян без суда органами НКВД. Реабилитирован посмертно.
- Склизков, Степан Осипович, бригадный инженер, начальник Управления стрелового вооружения Главного артиллерийского управления РККА. Расстрелян без суда органами НКВД. Реабилитирован посмертно.
- Смушкевич, Яков Владимирович (39), советский военачальник, генерал-лейтенанит авиации, начальник ВВС РККА (1939—1940) дважды Герой Советского Союза. Расстрелян без суда органами НКВД. Реабилитирован посмертно.
- Слезберг, Анна Яковлевна, начальник «Главпищеароматмасло» Наркомпищепрома СССР. Расстреляна без суда органами НКВД. Реабилитирована посмертно.
- Соборнов, Михаил Николаевич, военинженер 1-го ранга, начальник опытного отдела Технического совета Наркомата вооружения СССР. Расстрелян без суда органами НКВД. Реабилитирован посмертно.
- Таубин, Яков Григорьевич (41), советский конструктор артиллерийского вооружения, создатель автоматического гранатомета, расстрелян без суда органами НКВД. Реабилитирован посмертно
- Штерн, Григорий Михайлович (41), советский военачальник, участник боевых столкновений около озера Хасан, на реке Халхин-Гол и гражданской войны в Испании, Герой Советского Союза. (1939). Расстрелян без суда органами НКВД. Реабилитирован посмертно.

## 29 октября
- Акимов, Степан Дмитриевич (45), советский военачальник, генерал-лейтенант (1940). Погиб в авиакатастрофе.
- Афиногенов, Александр Николаевич (37), советский драматург; погиб во время бомбёжки.
- Гарькавый, Алексей Дмитриевич (39) — советский пограничник, участник Великой Отечественной войны. погиб в бою.
- Греков, Леонид Игнатьевич (27) — участник Великой Отечественной войны, Герой Советского Союза.
- Майцен, Милан (26) — словенский югославский партизан, Народный герой Югославии (посмертно). Погиб в бою с немецкими оккупантами.
- Паршутин, Валентин (12) — юный герой-пионер Великой Отечественной войны.
- Таиров, Всеволод Константинович — советский авиаконструктор. Погиб в авиакатастрофе.
- Фегервари, Николай Берталонович (38), венгерский революционер и политзаключённый, ставший советским лётчиком-испытателем, подполковником (1940), командующим ВВС Забайкальского военного округа (до 1938 года). Погиб в авиакатастрофе.
- Хусар, Карой (59), венгерский консервативный политик, журналист, премьер-министр Венгрии (1919—1920)

## 30 октября
- Агеев, Григорий Антонович (39), один из создателей народного ополчения Тулы в годы Великой Отечественной войны, комиссар Тульского рабочего полка, Герой Советского Союза (посмертно) (1965). Погиб в бою.
- Волнянский, Григорий Матвеевич (20) — советский офицер, артиллерист, участник Великой Отечественной войны. Погиб в бою под Тулой.
- Кударь, Пётр Сергеевич (28) — лейтенант Рабоче-крестьянской Красной Армии, участник Великой Отечественной войны, Герой Советского Союза.
- Йоже Херманко (40) — югославский словенский коммунист.
- Шинц, Ханс (82), швейцарский ботаник

## 31 октября
- Вальден, Герварт (63) — немецкий писатель, музыкант, художественный критик, меценат и композитор еврейского происхождения. Умер в саратовской тюрьме.
- Гончаров, Леонид Антонович (38) — подполковник Рабоче-крестьянской Красной Армии, участник Великой Отечественной войны, Герой Советского Союза (посмертно). Погиб в бою.